# Majorian

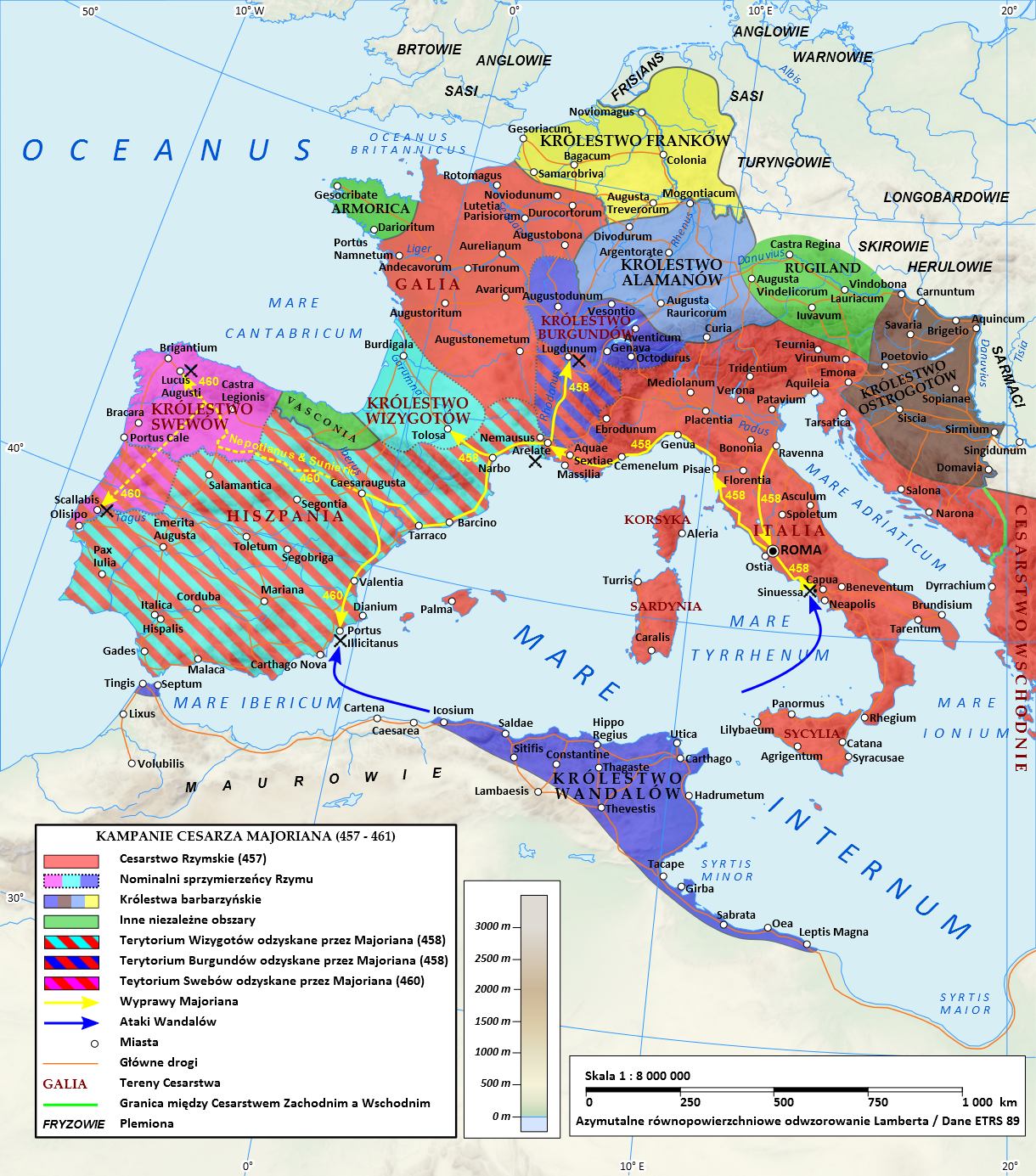
Cesarstwo zachodniorzymskie za Majoriana (460 n.e.)

Juliusz Waleriusz Majorian, Iulius Valerius Maiorianus (ur. ok. 420, zm. 7 sierpnia 461 w Dertonie w Ligurii obecnie Piemont) – cesarz zachodniorzymski w latach 457–461.

## Pochodzenie i początki kariery
Juliusz Waleriusz Majorian (Iulius Valerius Maiorianus) urodził się prawdopodobnie około 420 roku w Galii, w sławnej rodzinie bogatych posiadaczy ziemskich, z wojskowymi tradycjami. Jego dziadek pełnił funkcję naczelnika wojsk w Iliricum za Teodozjusza Wielkiego, a ojciec zarządzał kasą wojskową w czasach Aecjusza. Majorian już w wieku kilkunastu lat, walczył pod rozkazami tego wybitnego wodza, wyróżniając się podczas walk z plemionami Wizygotów i Franków. W latach 40. młody Majorian u boku Aecjusza brał udział w tłumieniu powstania bagaudów. Obronił wtedy zagrożone miasto Tours. Zaprzyjaźnił się wówczas z barbarzyńskim wodzem w służbie Rzymu, Flawiuszem Rycymerem i późniejszym naczelnym dowódcą wojsk rzymskich na terenie Galii – Egidiuszem.

## Objęcie tronu
Około 450 roku Majorian zrezygnował z kariery wojskowej i osiadł w swoich galijskich dobrach ziemskich. Przyczyną tej decyzji były prawdodpodbnie intrygi niechętnej mu żony Aecjusza – Pelagii, która obawiała się, aby cieszący się sympatią i poparciem zwierzchnika Majorian nie zajął miejsca przewidzianego synowi Aecjusza – Gaudencjuszowi. Powrót do świata wojska i wielkiej polityki nastąpił po zabiciu Aecjusza przez cesarza Walentyniana III we wrześniu 454 roku. Wówczas to władca mianował Majoriana komesem domestyków (comes domesticorum), czyli dowódcą cesarskich oddziałów przybocznych. Po śmierci Walentyniana III wdowa po cesarzu – Eudoksja planowała uczynić Majoriana nowym władcą. Cesarzem został jednak Petroniusz Maksymus. Po jego kilkudziesięciodniowym panowaniu, purpurę przywdział Awitus (Flavius Eparchius Avitus). Do upadku tego cesarza przyczynił się Majorian we współpracy z Rycymerem. Obaj zbuntowani wodzowie pokonali wojska Awitusa w bitwie pod Placencją, w 17/18 października 456 roku, a jego samego wzięli do niewoli i przymusowo wyświęcili na biskupa Placencji.
Wobec braku cesarza zachodniego władcą stawał się automatycznie cesarz wschodni Leon I, który 28 lutego 457 roku mianował Rycymera patrycjuszem, a Majoriana naczelnikiem obu rodzajów wojsk zachodniorzymskich. Tymczasem 1 kwietnia zebrane w okolicach Rawenny wojsko obwołało Majoriana cezarem. On jednak nie przyjął ofiarowanej purpury, zadowalając się jedynie stanowiskiem naczelnika wojsk. Na objęcie najwyższej w państwie jako august władzy zgodził się dopiero 28 grudnia pod wpływem próśb senatu i wojska. Nowy imperator do listopada 458 roku przebywał w Rawennie, wydając kilkanaście edyktów (zachowały się teksty 4). Pierwszy z datą 11 stycznia 458 roku był swego rodzaju „exposé”. Oto jego tekst:

Wasz wybór, dostojni senatorowie, i decyzja naszej dzielnej armii, uczyniły mnie waszym cesarzem. Oby życzliwe bóstwo wzięło mnie w opiekę, aby plany i dokonania moich rządów służyły waszej korzyści i dobru publicznemu! Nie ubiegałem się wcale o tron, lecz uległem prośbom; nie wypełniłbym też obowiązków obywatela, gdybym kierując się niewdzięcznością odmówił dźwigania tych trudów, jakie nałożyło na mnie państwo. Pomóżcie więc władcy, którego powołaliście; dzielcie z nim obowiązki, które ustanowiliście; oby nasze wspólne zabiegi zapewniły szczęście cesarstwu, które przyjąłem z waszych rąk. Bądźcie pewni, że sprawiedliwość odzyska teraz dawną siłę, i że cnota będzie nie tylko wolna od prześladowań, ale i nagradzana. Niech nikt, prócz samych donosicieli, nie boi się donosów, które zawsze jako poddany potępiałem, a jako władca będę surowo karał. Czujność moja i patrycjusza Rycymera, kierować będzie wszelkimi sprawami wojska i zapewni bezpieczeństwo światu rzymskiemu, który ocaliliśmy od poczynań obcych i krajowych wrogów.

XVIII-wieczny historyk, Edward Gibbon, podsumował: 

Cesarz, który wśród ruin rzymskiego świata wskrzesił starodawny język prawa i wolności, jakiego nie wyparłby się Trajan, musiał tę wielkoduszność czerpać z własnego serca, skoro nie skłaniały do niej ani obyczaje jego czasów, ani przykład poprzedników.

Inne edykty dotyczyły między innymi obowiązku przyjmowania dobrej jakości monety plemion barbarzyńskich, umorzenia zaległych podatków, ochrony przed dewastacją zabytkowych budowli Rzymu (mimo iż sam cesarz prawdopodobnie nigdy nie był w tym mieście).
W owych czasach najgroźniejszym wrogiem Rzymu było afrykańskie państwo Wandalów, rządzone przez Genzeryka, który już raz zdobył i splądrował Rzym latem 455 roku. Majorian zrozumiał, że jedynym wyjściem jest likwidacja barbarzyńskiego państwa Genzeryka, które okupowało najbogatszą prowincję zachodniego imperium. W tym celu przystąpił do organizowania gigantycznej floty i armii inwazyjnej. Planując przyszłą konfrontację z Wandalami, w szeregi rzymskiej armii wcielał też Hunów i wojowników innych plemion barbarzyńskich.

## Kampanie w Galii i Hiszpanii
Początkowo cesarz kontrolował tylko Italię. Nawet w rodzinnej prowincji cesarza, pod wpływem dążeń separatystycznych, nie chciano uznać nowego władcy. Do nielicznych wyjątków należał dawny przyjaciel Majoriana – Egidiusz. Do zajmowania nowych rzymskich terenów przystąpili Frankowie, Wizygoci i Burgundowie. Ci ostatni latem 457 zajęli nawet przy entuzjazmie rzymskiej ludności (częste zjawisko w V wieku) jedno z największych tamtejszych miast – Lugdunum (obecny Lyon). Zrywając z polityką poprzednich cesarzy, którzy nie brali bezpośredniego udziału w kampaniach wojskowych, Majorian we współpracy ze swoim sekretarzem Piotrem odbił miasto zimą 458 roku i za sprzyjanie wrogom ukarał je potrójną daniną. Wkrótce jednak władca dał się przebłagać i karę odwołał dzięki wstawiennictwu Sydoniusza Apollinarisa. Sam Sydoniusz był cesarskim komesem Majoriana i napisał na jego cześć panegiryk (Carmen V).
Na początku 458 (między styczniem a marcem) mianował Magnusa z Narbo prefektem Galii, który później był jego komesem (comes) i w 460 konsulem zwyczajnym (consul ordinarius). Powyższe awanse były świadectwem polityki Majoriana mającej na celu zjednanie sobie arystokracji galorzymskiej, która była mu niechętna po zamordowaniu Awitusa, wywodzącego się z Galii i tam obwołanego cesarzem.
Po odzyskaniu Lugdunum Majorian wiosną 459 wyruszył na ratunek miastu Arelate, w którym bronił się jego przyjaciel Egidiusz dowódca wojsk rzymskich w Galii (magister militium Galliarum). Pokonał wojska Wizygotów pod Arelate. Ostatecznie udało się doprowadzić do ugody z Wizygotami, których król Teodoryk II odnowił sojusz z Cesarstwem i wycofał się z najechanych ziem. Cesarz przebywał w Arelate od kwietnia 459 do kwietnia/maja 460 i w tym czasie miał też szansę zająć się osobiście na miejscu jako ostatni z cesarzy polityką wewnętrzną w Galii.
W 459 Majorian ustanowił Nepocjana dowódcą wojsk (magister militiae) wraz z komesem Sunerykiem, który był Gotem. Ich zadaniem było opanowanie sytuacji w Hiszpanii, gdzie ekspansję podjęli Swebowie. W 460 ich wspólna gocka armia zaatakowała Swebów w Gallecji i pokonała w bitwie pod Lucus Augusti (obecnie Lugo). Suneryk podążył na południe i zajął miasto Scallabis (obecne Santarem). Potem armia wycofała się do Luzytanii.
Ostatecznie w toku zwycięskich kampanii cesarz przywrócił w dużej mierze rzymską władzę w Hiszpanii i w Galii. Po opanowaniu sytuacji w Galii cesarz był gotowy do konfrontacji z Wandalami. Kronikarz Prokopiusz twierdzi, że Majorian chcąc na własne oczy zobaczyć wroga, z którym miałby prowadzić wojnę, po przybraniu fikcyjnego imienia wyprawił się do Genzeryka jako swój własny poseł. Wiarygodność tego przekazu jest wątpliwa, świadczy jednak o tym jak wysoko Rzymianie oceniali odwagę i determinację tego cesarza.

## Wyprawa przeciw Wandalom
W maju 460 roku Majorian ruszył wraz z wielką armią do miasta Nowa Kartagina, w którym zgromadzona już była licząca około 300 okrętów flota, na Sycylii zaś wódz rzymski Marcellinus szykował się do uderzenia oskrzydlającego. Zagrożony z obu stron Genzeryk w miejscu, gdzie spodziewał się desantu Majoriana, zastosował taktykę spalonej ziemi, w końcu poprosił o rozmowy pokojowe. Wierzący jednak w sukces desantu Majorian odmówił. Zdeterminowany Genzeryk przekupił cześć załóg stacjonujących w porcie okrętów i opanował lub zniszczył większość z nich. Majorian musiał przyznać się do porażki i podpisał układ pokojowy na niekorzystnych dla Imperium warunkach. Pokonany, ale nie załamany niepowodzeniem cesarz powrócił do Arelate, gdzie urządził skromne igrzyska z okazji mijającego właśnie pięciolecia swego panowania. W celu ulżenia skarbowi państwa, w drodze powrotnej do Rzymu, cesarz zdemobilizował armię, która miała walczyć z Wandalami, i pozostawił przy sobie jedynie najbliższe, przyboczne oddziały.

## Śmierć
W miejscowości Dertona, mniej więcej w połowie drogi do Italii, drogę cesarskiemu orszakowi zastąpił wódz naczelny Rycymer, który wykorzystał niezadowolenie ludności spowodowane nieudaną, a kosztowną wyprawą władcy. Barbarzyńca miał przy sobie siły znacznie przewyższające liczebnie skromne wojska cesarskie. Cesarz dostał się do niewoli.
2 sierpnia 461 roku Rycymer brutalnie pozbawił go władzy. Po 5 dniach znęcania się i upokarzania rozkazał go ściąć, rozpuściwszy wcześniej pogłoskę o tym, jakoby były władca zmarł na dyzenterię.
Ciało Juliusza Waleriusza Majoriana spoczęło w skromnym marmurowym grobowcu, ale pamięć o cesarzu pozostała zwłaszcza wśród historyków bizantyńskich. Majorian był praktycznie jedynym z kilkunastu cesarzy zachodniorzymskich, którzy podjęli energiczne, konsekwentne i zdecydowane działania mające ocalić Rzym przed upadkiem. Aleksander Krawczuk w Poczcie cesarzy rzymskich pisze: „(...) upadek Majoriana był jeszcze jednym z ciosów godzących wówczas w sam byt cesarstwa zachodniorzymskiego. Postać jego bowiem bez zastrzeżeń zasługuje na szacunek. A Ernest Stein, jeden z najwybitniejszych znawców historii późnego cesarstwa, twierdzi nawet, że choć wysiłki Majoriana były daremne, to jednak wart jest on podziwu jako ostatni w dziejach Zachodu rzymskiego prawdziwie wielki władca”.
Następcą Majoriana został z woli Rycymera w listopadzie 461 bezwolny Libiusz Sewer.